# Dánia a Junior Eurovíziós Dalfesztiválokon
Dánia három alkalommal vett részt a Junior Eurovíziós Dalfesztiválon.
A dán műsorsugárzó a Danmarks Radio, amely 1950 óta tagja az Európai Műsorsugárzók Uniójának, és 2003-ban csatlakozott a versenyhez.

## Története

### Évről évre
Dánia egyike annak a tizenhat országnak, melyek részt vettek a legelső, 2003-as Junior Eurovíziós Dalfesztiválon, sőt az első dalfesztiválnak Koppenhága adott otthont, mivel a verseny elődjét is minden évben Dániában rendezték. Hazai pályán az ötödik helyet érték el, majd a következő évben szintén. Legjobb eredményük a negyedik hely 2005-ből, amit Nicolai szerzett meg 
Shake Shake Shake című dalával.
A dán műsorsugárzó 2006-ban visszalépett a versenytől, és mai napig nem tért vissza.

### Nyelvhasználat
Dánia három versenydalából kettő dán, egy pedig dán és angol kevert nyelvű volt.

### Nemzeti döntő
Dánia nemzeti döntője a 2000 óta minden évben megrendezett MGP Junior, és az ország 2003-as debütálása óta minden alkalommal ennek segítségével választották ki indulójukat. Azokban az években, amikor az ország részt vett a Junior Eurovízión az MGP Junioron tíz dal versenyzett a dalfesztiválra való kijutásért.  Ezek közül öt jutott tovább a szuperdöntőbe, ahol az ország négy földrajzi területre bontott zsűrijének és a nézők szavazatai döntöttek a győztesről. 2005-ben nem használtak zsűrit a szuperdöntőben, mind a négy terület telefonos és SMS szavazását külön számolták, majd alakították pontokká.
2006-tól Dánia nem vesz részt a Junior Eurovíziós Dalfesztiválon, azonban a műsorsugárzó azóta is minden évben megrendezi a dán gyermek versenyt.

## Résztvevők
| Év   | Előadó         | Dal               | Magyar fordítás   | Helyezés | Pontszám |
| ---- | -------------- | ----------------- | ----------------- | -------- | -------- |
| 2003 | Anne Gadegaard | Arabiens drøm     | Arábia álma       | 5.       | 93       |
| 2004 | Cool Kids      | Pigen er min      | A lány az enyém   | 5.       | 116      |
| 2005 | Nicolai        | Shake Shake Shake | Rázd, rázd, rázd! | 4.       | 121      |

## Szavazástörténet

### 2003–2005
| Hely | Ország             | Pont |
| ---- | ------------------ | ---- |
| 1.   | Egyesült Királyság | 25   |
| 2.   | Norvégia           | 22   |
| 3.   | Spanyolország      | 22   |
| 4.   | Málta              | 19   |
| 5.   | Horvátország       | 18   |
| 6.   | Svédország         | 16   |
| 7.   | Hollandia          | 12   |
| 8.   | Fehéroroszország   | 10   |
| 9.   | Görögország        | 8    |
| 10.  | Belgium            | 7    |

| Hely | Ország          | Pont |
| ---- | --------------- | ---- |
| 1.   | Norvégia        | 32   |
| 2.   | Svédország      | 32   |
| 3.   | Észak-Macedónia | 27   |
| 4.   | Spanyolország   | 26   |
| 5.   | Görögország     | 20   |
| 6.   | Belgium         | 19   |
| 7.   | Málta           | 19   |
| 8.   | Románia         | 17   |
| 9.   | Ciprus          | 17   |
| 10.  | Horvátország    | 16   |

Dánia sosem adott pontot a következő országoknak: Lettország és Svájc
Dánia mindegyik országtól kapott legalább egy pontot.

## Rendezések

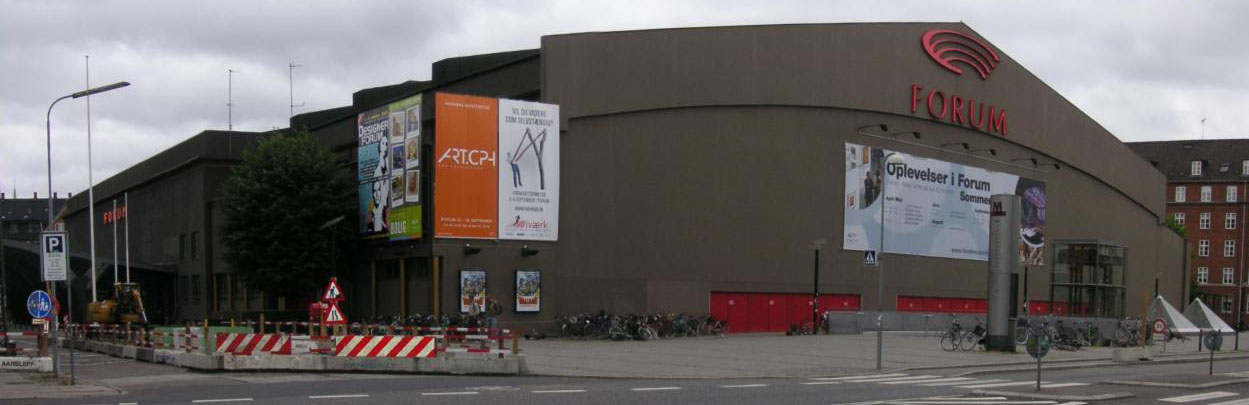
A verseny helyszíne, a Forum Copenhagen

Dániát arra kérték, hogy az első év házigazdája legyen a saját versenyeiken és az MGP Nordic-on szerzett tapasztalatok miatt. 2002. november 27-én erősítették meg, hogy Koppenhága lett a házigazda város, míg a verseny helyszínét csak később, 2003. január 8-án jelentették be. A 2003-es verseny pontos helyszíne a körülbelül 10 000 fő befogadására alkalmas Forum Copenhagen.
A versenyt szervező EBU eredetileg egy sorsolással választott ki tizenöt országot, melyek az első verseny mezőnyét alkották volna. A kisorsolt országok között szerepelt Németország és Szlovákia is, de végül nem vettek részt. Helyettük Ciprus, Fehéroroszország és Lengyelország csatlakozott Belgium, Dánia, az Egyesült Királyság, Görögország, Hollandia, Horvátország, Lettország, Macedónia, Málta, Norvégia, Románia, Spanyolország és Svédország mellé, így az első versenyen tizenhat ország vett részt.
A verseny logója egy éneklő gyereket ábrázol, utalva a dalfesztivál lényegére. 2003. október 10-én jelentették be hivatalosan, hogy a verseny házigazdája a Camilla Ottesen és Remee lesznek.
A verseny logója egy éneklő gyereket ábrázol, utalva a dalfesztivál lényegére.
| Év   | Város      | Helyszín         | Műsorvezető(k)           | Résztvevők |
| ---- | ---------- | ---------------- | ------------------------ | ---------- |
| 2003 | Koppenhága | Forum Copenhagen | Camilla Ottesen és Remee | 16         |

## Háttér
| Év    | Rendező     | Kommentátor                                      | Pontbejelentő                                    |                                                  |
| ----- | ----------- | ------------------------------------------------ | ------------------------------------------------ | ------------------------------------------------ |
| 2003  | Koppenhága  | Nicolai Molbech                                  | n.a.                                             |                                                  |
| 2004  | Lillehammer | Nicolai Molbech                                  | Anne Gadegaard                                   |                                                  |
| 2005  | Hasselt     | Nicolai Molbech                                  | Caroline Forsberg Thybo                          |                                                  |
| 2006– | 2006–       | Nem vettek részt és nem közvetítették a versenyt | Nem vettek részt és nem közvetítették a versenyt | Nem vettek részt és nem közvetítették a versenyt |

## Lásd még
- Dánia az Eurovíziós Dalfesztiválokon
- 2003-as Junior Eurovíziós Dalfesztivál